# Temijbekski
Temijbekski (en rus Темижбекский) és una ciutat (un possiólok) del krai de Stàvropol (Rússia). Es troba molt a prop del naixement del riu Txelbas, a pocs kilòmetres al nord del Kuban, 14 km a l'oest de Novoleksàndrovsk i a 79 al nord-oest de Stàvropol.